# 酒井忠道 (伯爵)

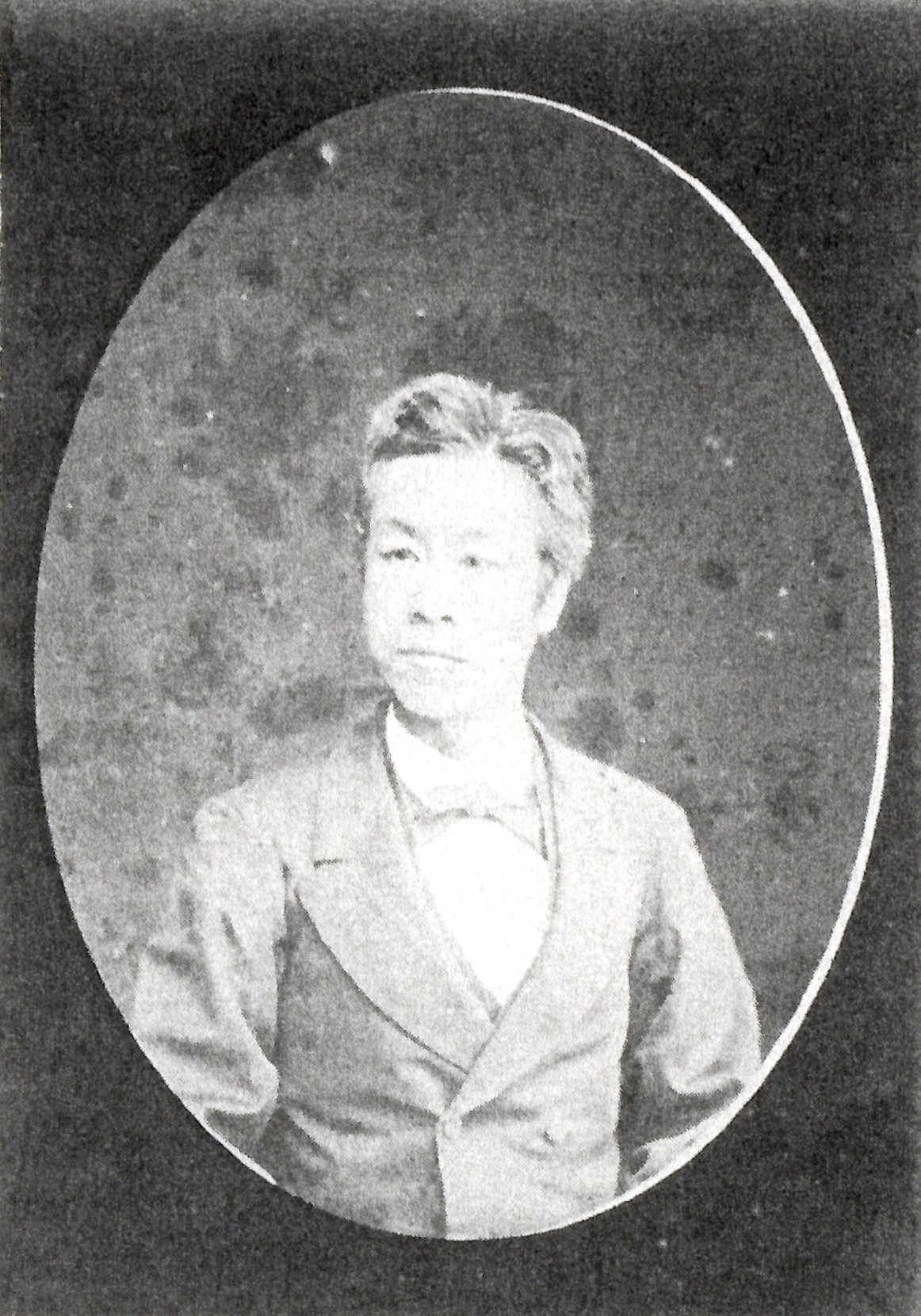
酒井忠道

酒井 忠道（さかい ただみち、嘉永4年6月5日（1851年7月3日）- 1920年（大正9年）2月1日）は、日本の華族、政治家。旧小浜藩主酒井家第16代当主、貴族院伯爵議員。

## 経歴
1851年（嘉永4年）酒井忠義（忠禄、第12代・14代小浜藩主）の長男として生まれる。父の死去に伴い、1874年（明治7年）2月4日に家督を相続し、1884年（明治17年）7月7日、伯爵を叙爵する。
1891年（明治24年）9月25日、補欠選挙により貴族院伯爵議員に選出され、1892年（明治25年）5月31日に貴族院における選挙訴訟により前年の補欠選挙による当選が無効とされるまで在任した。ただし、同年6月4日の貴族院議員補欠選挙に当選して再び伯爵議員となり、1897年（明治30年）7月9日まで務めた。
1920年（大正9年）に死去した。

## 学生寮と奨学金
酒井忠道は、1900年（明治33年）11月3日、新宿区牛込矢来町の酒井伯爵邸内に学生寮「講正学舎」を創設した。講正学舎は1955年に武蔵野市に移転した後、1995年に世田谷区に移転して学生マンションとなり、公益財団法人雲浜奨学会が運営している。
また、公益財団法人雲浜奨学会により「酒井忠道記念特別奨学金」が設けられている。

## 親族
- 妻：酒井佳子（よしこ、越前敦賀藩第7代藩主・酒井忠毗七女）[1]
- 継妻：宗績子（のりこ、対馬府中藩第16代藩主・宗重正二女）[1]
  - 長男：酒井忠純[1]
  - 長女：鶴子（二条正麿夫人）[1]
  - 二男：酒井忠克（小浜藩主酒井家第17代当主）[1]
  - 三男：酒井晴雄[1]
  - 四男：酒井四郎[1]
  - 五男：酒井五郎[1]
  - 二女：寿賀子（山階芳麿夫人）
  - 三女：喜和子[1]